# Finnegans Wake
(Finnegan's wake - canto popolare irlandese)
Finnegans Wake, tradotto talvolta come La veglia di Finnegan o La veglia per Finnegan (altri titoli: Il risveglio di Finnegan, La sveglia di Finnegan, La veglia dei Finnegan) è l'ultimo romanzo di James Joyce, pubblicato a Londra il 4 maggio 1939, in cui la tecnica del flusso di coscienza viene portata all'estremo.

## Profilo dell'opera
La composizione dell'opera, un poema eroicomico in prosa, secondo la definizione settecentesca ispirata al romanzo di Laurence Sterne adottata da Joyce anche per l'Ulisse, durò parecchi anni (dal 1923 al 1938) durante i quali Joyce, nella sua corrispondenza con gli amici, indicava il suo lavoro con un quadratino (emblema delle quattro parti in cui si sarebbe divisa l'opera) e come Work in Progress; solo poco prima della pubblicazione venne reso noto il titolo definitivo, Finnegans Wake. Scritto con un linguaggio onirico e polisemico, il romanzo è stato per lungo tempo considerato un testo intraducibile.
Concepito come una sorta di "storia universale", la suprema sintesi del creato, Finnegans Wake trae spunto dall'omonima ballata popolare tradizionale irlandese, Finnegan's Wake, che si era diffusa intorno al 1850; la morte e la comica resurrezione del protagonista, Tim Finnegan, entrambe causate dal uisce beatha (IPA: [ˈiʃkʲə ˈbʲahə]) parola che in gaelico significa "acqua della vita", in inglese diventato poi whiskey, diventano un'allegoria del ciclo universale della vita. L'inglese wake significa allo stesso tempo "veglia funebre", ma anche "risveglio".
Nel titolo del romanzo Joyce rimosse l'apostrofo del genitivo sassone, per suggerire una sorta di molteplicità di "Finnegan", facendolo diventare un sostantivo plurale, intendendo così nei "Finnegan" l'umanità che cade, che veglia e risorge.
Con Finnegans Wake, James Joyce raggiunge la meta di un ciclo percorso in circa quarant'anni con estrema coerenza, dalle prime epifanie composte nel 1900, passando per gli epicleti che presero forma in Gente di Dublino, rivelazioni della natura interna e segreta di situazioni non più momentanee e circoscritte nello spazio, per il racconto dell'esperienza soggettiva nell'indagine dello sviluppo spirituale fino all'"epica del corpo umano" del suo romanzo più importante, l'Ulisse.
Stanislaus Joyce (fratello di James) definì il romanzo «l'ultimo delirio della letteratura prima della sua estinzione».
La tecnica del flusso di coscienza, già usata in precedenza nell'Ulisse, è qui portata alle sue estreme conseguenze.
La narrazione, la storia di una famiglia residente nel villaggio di Chapelizod, accanto a Phoenix Park, alla periferia di Dublino, si svolge interamente all'interno di un sogno del protagonista: vengono abolite le normali norme della grammatica e dell'ortografia. A differenza del flusso di coscienza presente nell'ultimo capitolo dell'Ulisse, tuttavia, viene introdotta la punteggiatura. Inoltre, le parole si fondono tra loro cercando di riprodurre la simbologia del linguaggio onirico, ma riuscendo così assai oscure.
Una raccolta di saggi critici sull'opera prende il nome di Our Exagmination Round His Factification for Incamination of Work in Progress (in italiano Introduzione a Finnegans Wake).

## Allusioni e riferimenti aFinnegans Wakein altre opere
- La frase «Three quarks for Muster Mark» presente nel romanzo è all'origine del termine dato dal fisico Murray Gell-Mann ai quark, un tipo di particella subatomica.[5]. La parola quarks è una crasi dei termini componenti l'espressione question marks.

- Nel suo breve racconto del 2021, Il silenzio, Don Delillo cita il romanzo di James Joyce, scrivendo, nello specifico: "Voglio citare, e poi mi taccio, una frase a caso di Finnegans Wake, libro che sto leggendo a sprazzi, qua e là, da un tempo che definirei immemore ed è questa frase (...): 'Prima che il sockson luccasse le dure'. Da qui, ho ancora un'ultima cosa da dire a me stessa. Taci."

## Edizioni
L'Editore Mondadori avviò negli anni Ottanta la traduzione dell'opera, condotta per i Libri I-II da Luigi Schenoni in 4 volumi; dopo la sua morte nel 2008, l'impresa è affidata a Enrico Terrinoni e Fabio Pedone e si è conclusa entro il 4 maggio 2019 (80º anniversario) con l'edizione italiana dei capitoli 3-4 del Libro III e del Libro IV.
- Finnegans Wake H.C.E., traduzione di Luigi Schenoni, Arnoldo Mondadori (BM n. 41), Milano 1982, pp. 173
- Finnegans wake. Libro primo, 1-4, a cura di Luigi Schenoni, con introduzione di Giorgio Melchiori e bibliografia di Rosa Maria Bosinelli, ivi (Oscar narrativa n. 1281) ISBN 978-88-04-46609-3
- Finnegans wake. Libro primo, 5-8, a cura di Luigi Schenoni, con un saggio di Edmund Wilson, Collana Oscar narrativa n. 1746, Milano, Mondadori, 2001, ISBN 978-88-04-47344-2.
- Finnegans wake. Libro secondo, 1-2, a cura di Luigi Schenoni, Collana Oscar narrativa n. 1824, Milano, Mondadori, 2004, ISBN 978-88-04-51760-3.
- Finnegans wake. Libro secondo, 3-4, a cura di Luigi Schenoni, Collana Oscar scrittori moderni n.2009, Milano, Mondadori, 2011, ISBN 978-88-04-55025-9.
- Finnegans Wake. Libro terzo, capitoli 1 e 2, a cura di Enrico Terrinoni e Fabio Pedone, Collana Oscar Classici moderni, Milano, Mondadori, 2017, ISBN 978-88-04-66963-0.
- Finnegans Wake. Libro terzo, capitoli 3 e 4, Libro quarto, a cura di Enrico Terrinoni e Fabio Pedone, Collana Oscar Classici moderni, Milano, Mondadori, 2019, ISBN 978-88-04-67928-8
- Anna Livia Plurabelle, traduzione francese di Samuel Beckett e altri, versione italiana dell'autore con la collaborazione di Nino Frank, a cura e con un saggio di Rosa Maria Bollettieri Bosinelli, introduzione di Umberto Eco, in appendice versione italiana integrale di Luigi Schenoni, Einaudi (Scrittori tradotti da scrittori n. 65), Torino 1995 ISBN 88-06-14037-X
- Ettore Settani, James Joyce e la prima versione italiana del Finnegan's Wake, Cavallino, Venezia 1982, 52 pp.